# 댄 닐
다니엘 닐 (Daniel Neil, 2001년 12월 13일 ~ )는 잉글랜드의 축구 선수이며, 선덜랜드에서 미드필더로 뛰고 있다.